# Robert Laurent
Robert Laurent (* 10. September 1908 in Seclin in der Nähe von Lille; † 24. Juni 2001 in Montpellier) war ein französischer Historiker. Er wurde geprägt von  den  führenden Köpfen der École des Annales Lucien Febvre und  Fernand Braudel. Sein Spezialgebiet war die Geschichte der Landwirtschaft; er befasste sich insbesondere mit dem Weinbau im Département Côte-d’Or.

## Leben
Er war der Neffe des Historikers Georges Lefebvre und des Geographen Théodore Lefebvre.
Laurent studierte an der Faculté des Lettres de Dijon (heute Université de Bourgogne) unter anderem bei dem Geographen  Georges Chabot. Er erwarb 1930 die  licence d’histoire et de géographie, es folgte 1931 das Diplôme d’Études Supérieures, die Diplomarbeit behandelt den Weinbau an der Côte d’Or im 19. Jahrhundert   (L’Agriculture de la Côte d’Or au XIXe siècle). Einige seiner Arbeiten wurden von Ernest Labrousse, Henri Sée und Marc Bloch herausgegeben. Nachdem er 1938 die Agrégation (ein Auswahlverfahren für das Lehramt an höheren Schulen) für die Fächer Geschichte und Geographie mit Erfolg absolviert hatte, unterrichtete er in Nancy am  Lycée.
Im Zweiten Weltkrieg kam Laurent, der Reserveoffizier war, am 15. Juni 1940 in deutsche Kriegsgefangenschaft und verbrachte fünf Jahre in verschiedenen Lagern.
Nachdem er von 1945 bis 1950 in Dijon am dortigen Lycée unterrichtet hatte, wurde er zum Centre national de la recherche scientifique (CNRS), deutsch: Nationales Zentrum für wissenschaftliche Forschung abgeordnet. 1955 legte er an der Sorbonne  eine Doktorarbeit mit dem Titel  Les Vignerons de la Côte d’Or au XIXe siècle (deutsch: Die Winzer der Côte d’Or im 19. Jahrhundert) vor. Die Arbeit wurde von Ernest Labrousse betreut. Laurent wurde 1956 Professor für Geschichte an der  Faculté des Lettres  der Universität Montpellier  und lehrte dort bis 1977. Ab 1957 leitete er das Centre universitaire de Perpignan, einen Vorläufer der späteren Universität Perpignan. Von dem Werk Histoire economique et sociale de la France (teilweise auf Deutsch erschienen als Wirtschaft und Gesellschaft in Frankreich im Zeitalter der Industrialisierung), das 1976 von Fernand Braudel und Ernest Labrousse herausgegeben wurde,  erstellte Laurent diejenigen Kapitel, die die Agrargeschichte Frankreichs behandeln.
Robert Laurent starb am 24. Juni 2001 in Montpellier.

## Schriften
- L’Agriculture en Côte-d’Or pendant la première moitié du XIXe siècle, Rebourseau, Dijon 1931
- L’Octroi de Dijon au XIXe siècle, S.E.V.P.E.N., Paris 1960
- die Kapitel 15 bis 19 von Wirtschaft und Gesellschaft in Frankreich  im Zeitalter der Industrialisierung, Band 2, herausgegeben von Ernest Labrousse, übersetzt aus dem Französischen von Wolfgang Tschöke und Ilse Utz, Athenäum Verlag, Frankfurt am Main 1988, ISBN 3-610-00734-6; frz. Original: L’avenement de l’ère industrielle (Teilausgabe von Histoire economique et sociale de France Bd. I), Presse universitaire de France, Paris 1976
- La Révolution française dans le Languedoc méditerranéen: 1789–1799, Selbstverlag, Toulouse 1987